# Meliosma bifida
Meliosma bifida är en tvåhjärtbladig växtart som beskrevs av Law. Meliosma bifida ingår i släktet Meliosma och familjen Sabiaceae. Inga underarter finns listade.